# Flugplatz Hólmavík

i8
i11
i13
Der Flugplatz Hólmavík (IATA-Code: HVK, ICAO-Code: BIHK) ist ein Flugplatz in den Westfjorden von Island.
Dieser Flugplatz liegt westlich und parallel zum Djúpvegur  nur 0,5 bis 1,5 km vom Ort Hólmavík entfernt.

Der Flugplatz wurde im Jahr 1945 von den Einwohnern auf dem Gebiet Kálfanesskeið mit einer Länge von 750 m planiert, 1993 auf 1000 × 30 m verlängert und dabei das neue Abfertigungsgebäude errichtet.
Linienflüge gab es zwischen 1970 und 1997 von Reykjavík und Ísafjörður auf den Strecken nach Gjögur.